# 正代賢司
正代 賢司（しょうだい けんじ、1981年3月25日 - ）は、日本の剣道家（六段）・元神奈川県警察警察官・剣道日本代表候補。警察官退職時は神奈川県警察第2機動隊所属、巡査部長。

## 経歴
- 1981年3月25日 - 熊本県熊本市（現・同市二本木）に生まれる。
- 1991年 - 白坪剣道愛育会で剣道を始める。
- 1993年4月 - 熊本市立花陵中学校に入学。
- 1996年4月 - 熊本県立八代東高等学校に入学。
- 1999年4月 - 神奈川県警察に奉職。
- 2008年 - 結婚。その後子供も生まれた[1]が、離婚している。
  - 11月 - 全日本剣道選手権大会で初優勝。
- 2009年8月 - 世界剣道選手権大会で団体優勝。
- 2012年5月 - 世界剣道選手権大会で団体優勝。
  - 7月18日 - 警視庁少年育成課が、2011年10月に当時16歳の女子高校生に裸体写真を撮影させ、携帯電話のメールで画像を送信させた疑いで[1]、児童買春、児童ポルノに係る行為等の処罰及び児童の保護等に関する法律違反容疑で逮捕[1]。
  - 8月8日 - 東京地方検察庁は起訴猶予処分とし、釈放[2][リンク切れ]。
  - 8月31日 - 神奈川県警は停職3か月の懲戒処分を発表。同日付で依願退職[3][出典無効]。
- 2014年 - 競技に復帰し西部日本剣道大会に出場。
- 2024年 - 東京で上段セミナーが開催され、正代がメイン講師を務めた。

## 人物
- 兄は大相撲の元力士で元警視庁巡査の照瀬川。弟は剣道家で警視庁巡査の正代正博、義妹は同じく剣道家で警視庁巡査の正代小百合（正博の妻、旧姓・石突）。親戚に元大関の正代直也がいる。
- 上段の構えは3年生の先輩に憧れたのがきっかけで、高等学校1年次から始める。宮崎正裕について「剣道を始めた時から自分の先生だと思った」ため、神奈川県警察に「卒業と同時に飛び込んだ」。
- 2009年の全日本剣道選手権大会では、全国警察大会での対戦以来2週間ぶりに大石寛之（大阪府警察）と対戦し、初戦敗退。全日本剣道選手権大会の前年度覇者が初戦で敗れたのは、2005年大会の鈴木剛以来4年ぶり。
- 2012年8月31日付けで神奈川県警察を依願退職。「携帯電話で話しているうちにみだらな気持ちがエスカレートした。被害者の心に傷をつけ大変申し訳ない。県警や剣道関係者の期待を裏切り、深く反省している」と話している。
- その後は福岡県で競技に復帰し、2014年・2015年の西部日本剣道大会に出場した。

## 戦績
高校
- 1998年：玉竜旗高校剣道大会（団体ベスト8）

社会人
全日本剣道選手権大会
- 2002年：2回戦敗退
- 2003年：2回戦敗退
- 2007年：3回戦敗退（優秀選手賞）
- 2008年：優勝
- 2009年：1回戦敗退
- 2011年：ベスト8

全国警察剣道大会（団体）
- 2002年：第三位
- 2004年：優勝
- 2005年：優勝
- 2006年：準優勝
- 2007年：準優勝
- 2008年：準優勝
- 2009年：準優勝
- 2010年：優勝

全国警察剣道選手権大会（個人）
- 2004年：第5位
- 2007年：第3位
- 2008年：第5位
- 2009年：第5位

国民体育大会（剣道・団体）
- 2004年：第3位
- 2005年：第3位

世界剣道選手権大会
- 2009年：優勝(先鋒)
- 2012年：優勝(中堅)